# 里弗福雷斯特鎮區 (伊利諾伊州庫克縣)
里弗福雷斯特鎮區（英語：River Forest Township）是位於美國伊利諾伊州庫克縣的一個行政鎮區。

## 地方資料
根據2010年美國人口普查的數據，里弗福雷斯特鎮區的面積為6.47平方千米，當中陸地面積為6.47平方千米，而水域面積為0.00平方千米。當地共有人口11,172人，而人口密度為每平方千米1,726.74人。